# Paul Bienko
Andreas Friedrich Paul Bienko (* 22. Februar 1845 in Königsberg; † 2. April 1909 in Breslau) war ein deutscher Verwaltungsjurist in Preußen. Er war Landrat und Polizeipräsident.

## Leben
Bienko studierte an der Rheinischen Friedrich-Wilhelms-Universität Rechtswissenschaft und wurde 1865 im Corps Hansea Bonn recipiert. Als Inaktiver wechselte er an die heimatliche Albertus-Universität, die ihn 1867 zum Dr. jur. promovierte. Er war anschließend als Auskultator tätig und wurde 1869 zum Referendar bei dem Ostpreußischen Tribunal zu Königsberg ernannt. Am 1. März 1873 wurde der Gerichtsassessor Staatsanwaltgehilfe bei der Staatsanwaltschaft zu Königsberg. 1879 war er als Regierungsassessor und Landrat im Kreis Wehlau beschäftigt. Ab 1883 wirkte er als Regierungsrat in Posen, wo er ab 1887 bis 1890 als Polizeipräsident amtierte. 1890–1909 war er Polizeipräsident Breslaus. Er war mit Marie geb. Freiin von Barnekow verheiratet.